# Згожелец

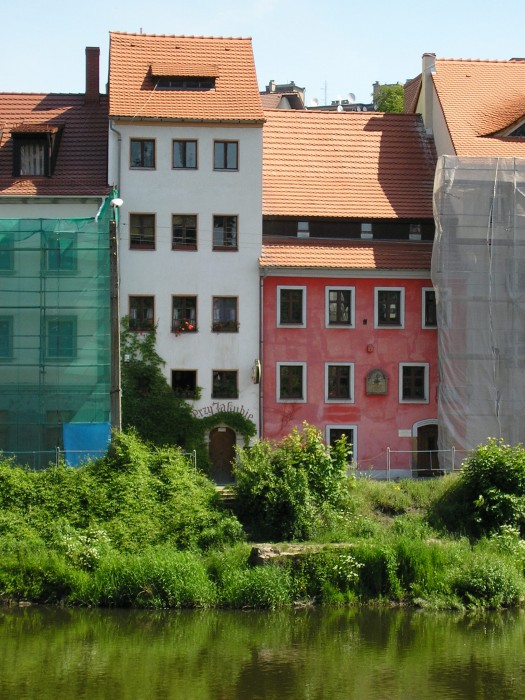
Дом Якоба Бёме

Згоже́лец (пол. Zgorzelec, нем. Görlitz, н.-луж. Zgórjelc, в.-луж. Zhorjelc, рус. Сгорелец) — город в Згожелецком повяте Нижнесилезского воеводства Польши.
Город, который является городской гминой, расположен на реке Ныса-Лужицка.

## История
До 1945 года город принадлежал Германии и был восточной частью города Гёрлиц, разделённого рекой Нейсе. В период Второй мировой войны в городе существовал Шталаг VIIIA.
Восточная часть города после войны была отделена от Гёрлица (см. история Гёрлица). Советская армия передала управление городом в руки польских властей, а оставшееся немецкое население было депортировано в советскую оккупационную зону Германии. Сначала не было ясно, будет ли окончательно включена правобережная часть города в Польскую республику и поэтому в первые месяцы и годы после 1945 здесь поселилось мало поляков. Вместо этого в 1949 году в городе было размещено около 15 000 беженцев из Греции, спасавшихся от гражданской войны в своей стране.
6 июля 1950 года был подписан Згожелецкий договор между ПНР и ГДР, который определил восточную границу Германии вдоль линии Одер — Нейсе. С этого момента и началось развитие восточного Гёрлица как польского города, немецкое название которого было переведено на польский язык и принято в качестве официального.

## География
Зимнее время в Згожельце полностью совпадает с центральноевропейским, поскольку город располагается на 15-м меридиане, по которому и определяется центральноевропейское время.

## Спорт
В городе базируются клубы:
- «Турув» (Turów Zgorzelec) — баскетбольный клуб (экстра-класс),
- «Ныса Згожелец» (Nysa Zgorzelec) — футбольный клуб (IV лига).

## Известные жители
- Якоб Бёме
- Павле Юришич-Штурм
- Роберт Винницкий

## Греки в Згожельце
В 1980-х годах большинство греков, населявших Згожелец (политических эмигрантов и беженцев после гражданской войны Греции 1946—1949 годов), возвратилось на родину, однако до сих пор в городе проживает около 200 греков. Греки жили также и в других городах Польши, самым известным представителем греческой общины в Силезии является певица Елени (pl:Eleni Tzoka).
С 1999 года в Згожельце проходит Международный фестиваль греческой песни. Кроме того, в городе существует отдел Общества польских греков.

## Галерея

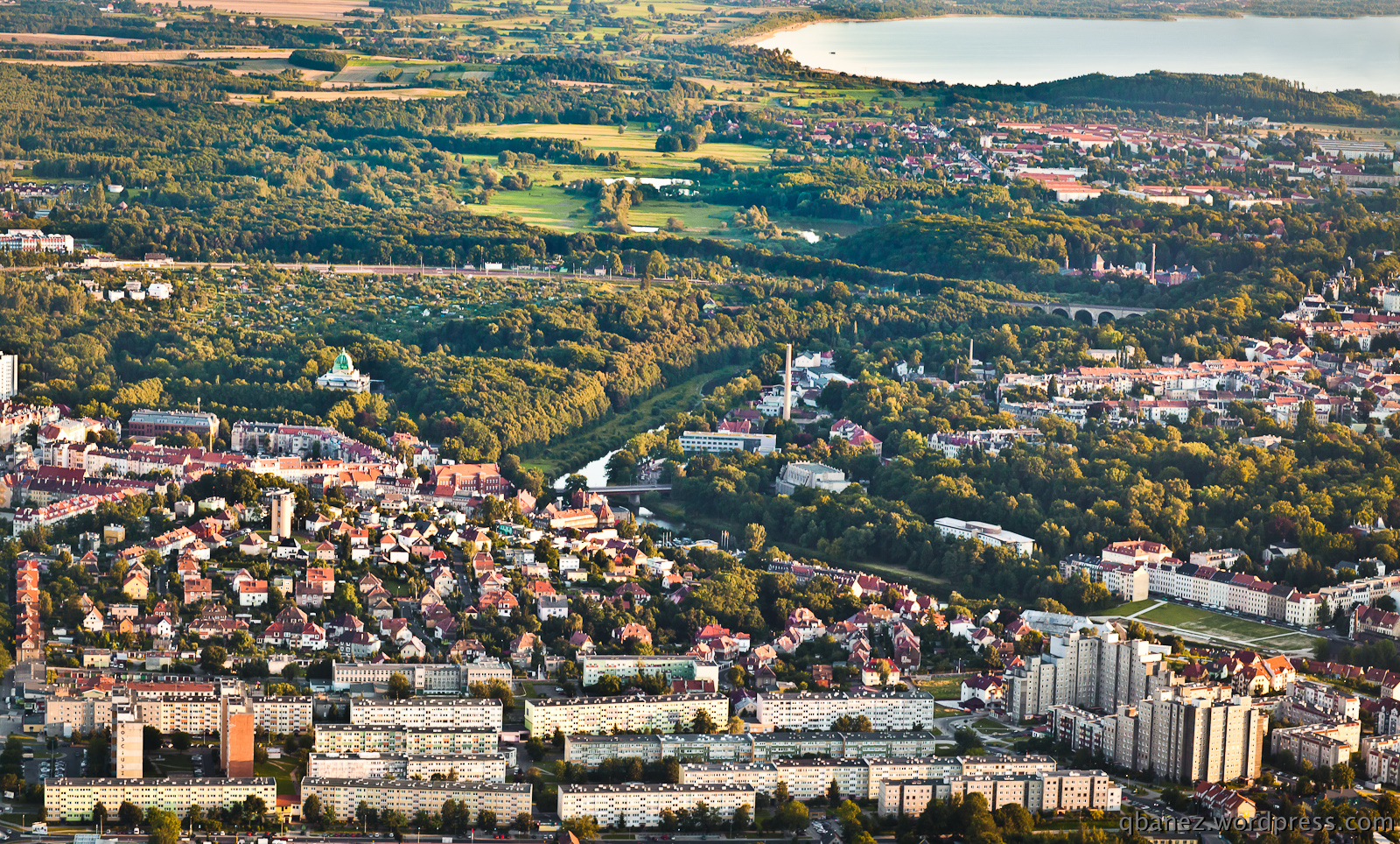
Вид сверху на Згожелец
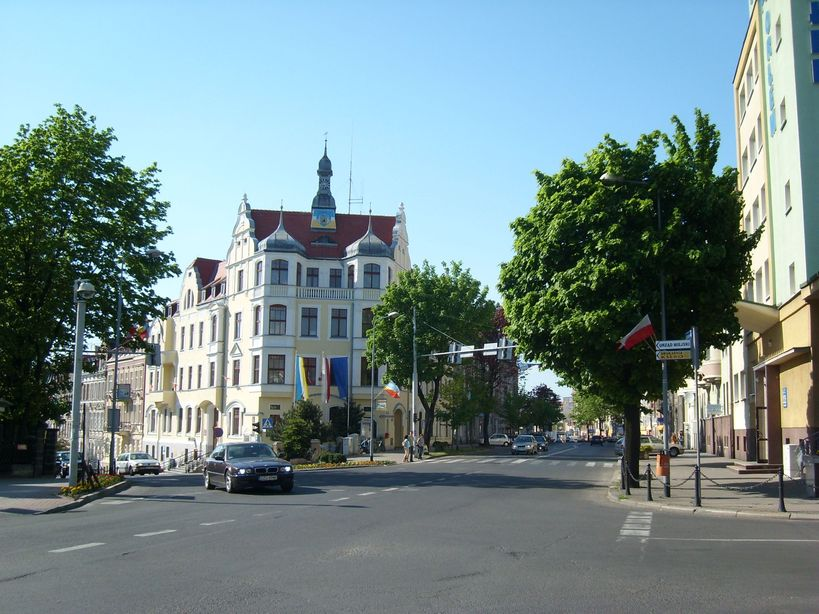
Варшавская улица
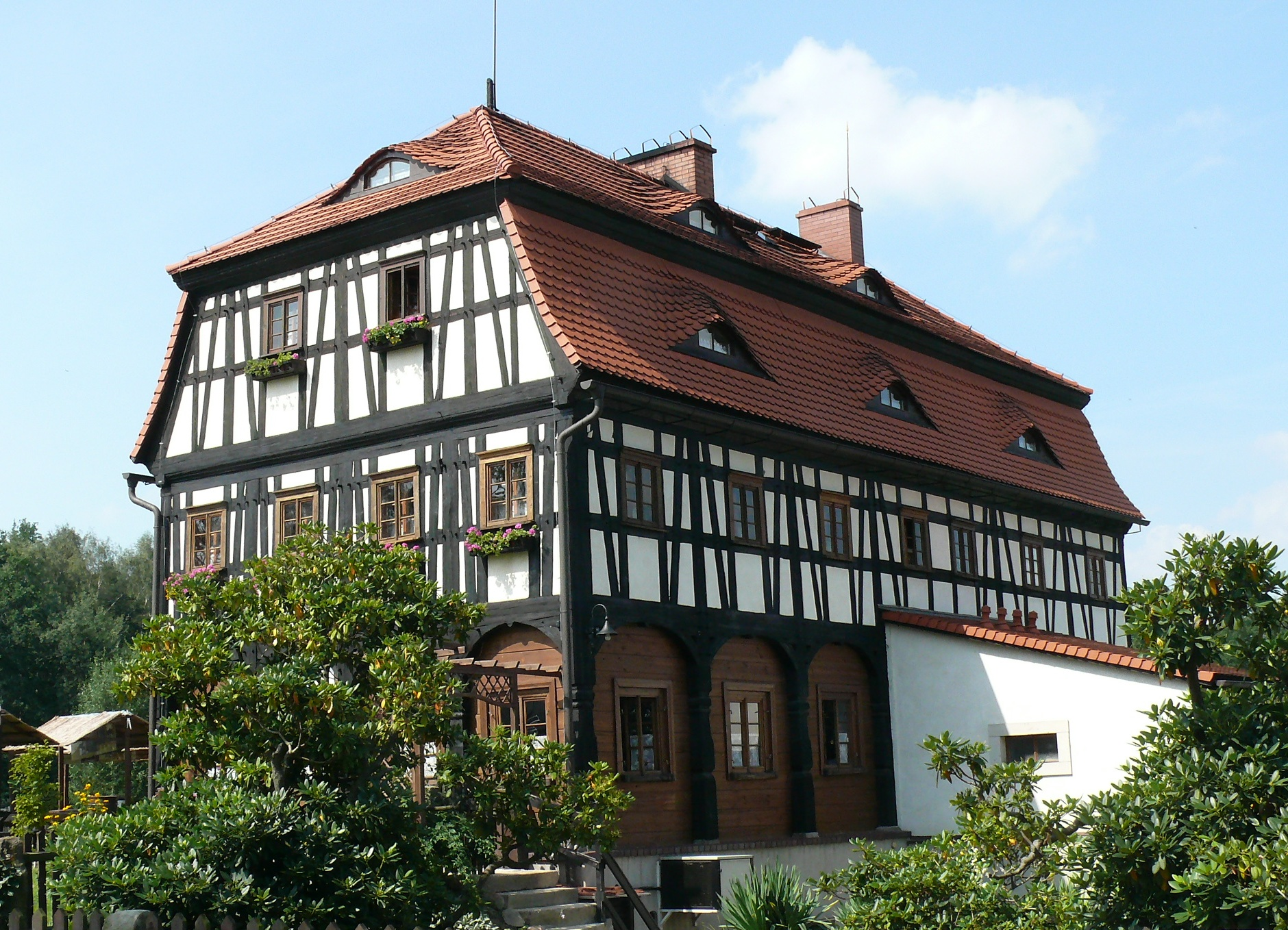
Уилрайт Крофт
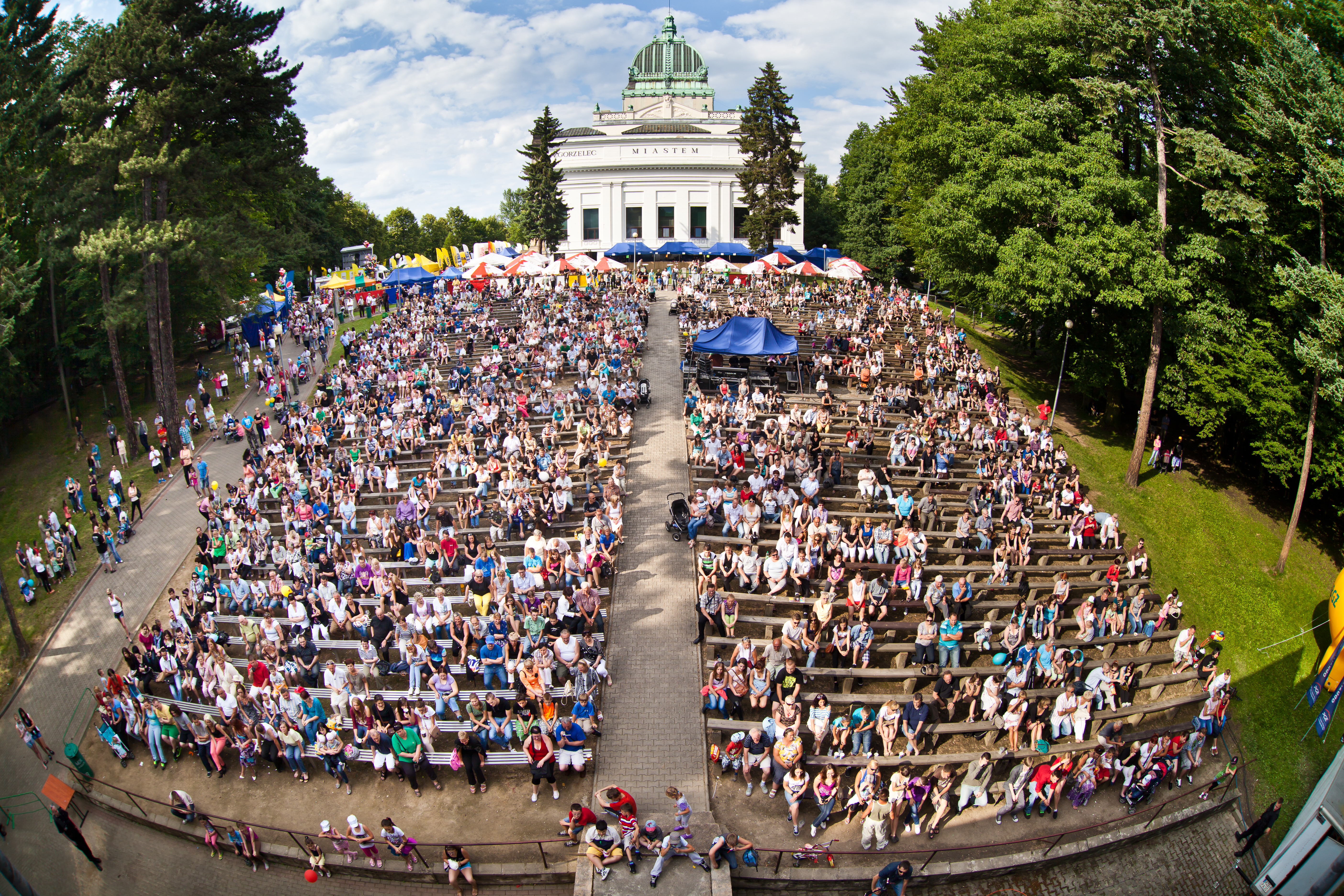
Амфитеатр Згожельца
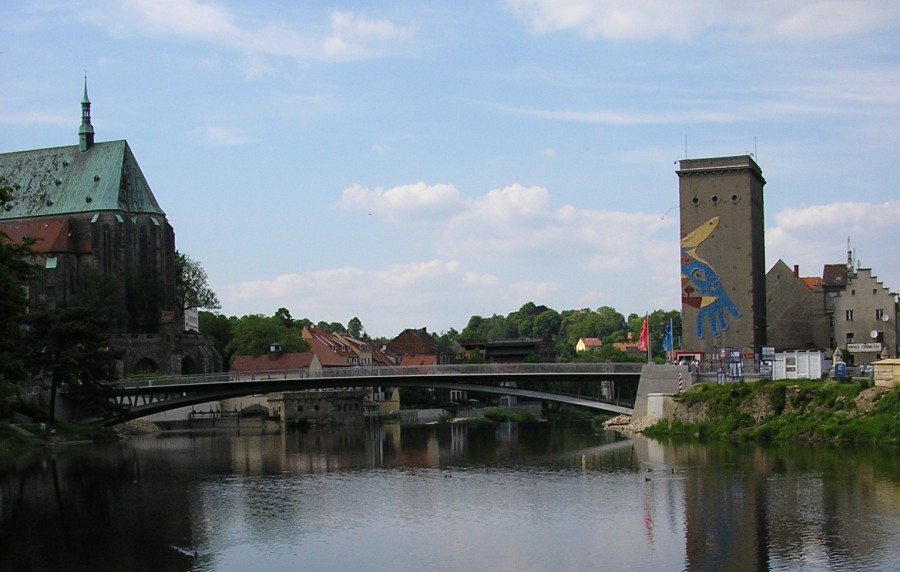
Мост между городами Згожелец и Гёрлиц
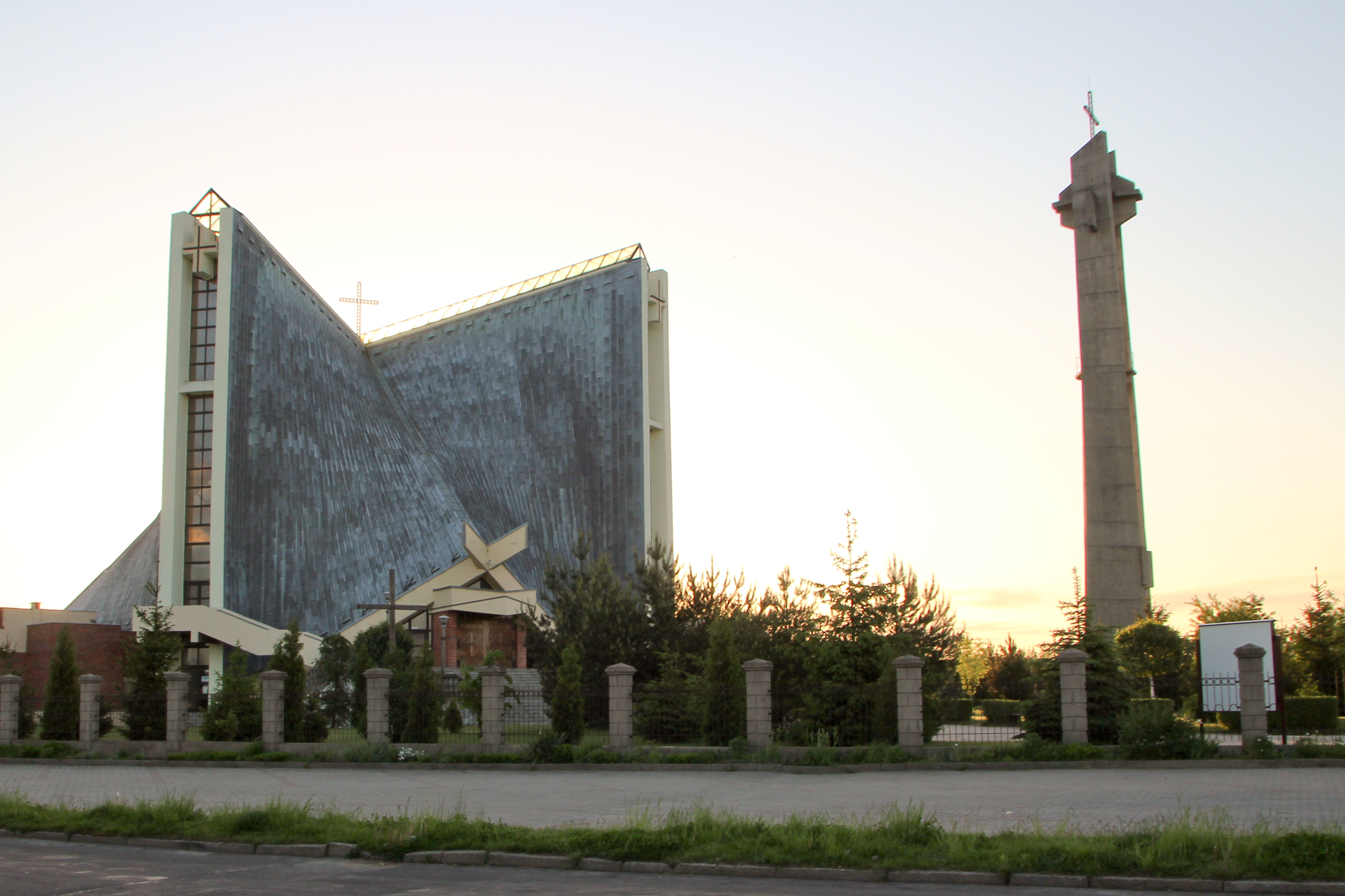
Церковь Святого Иосифа
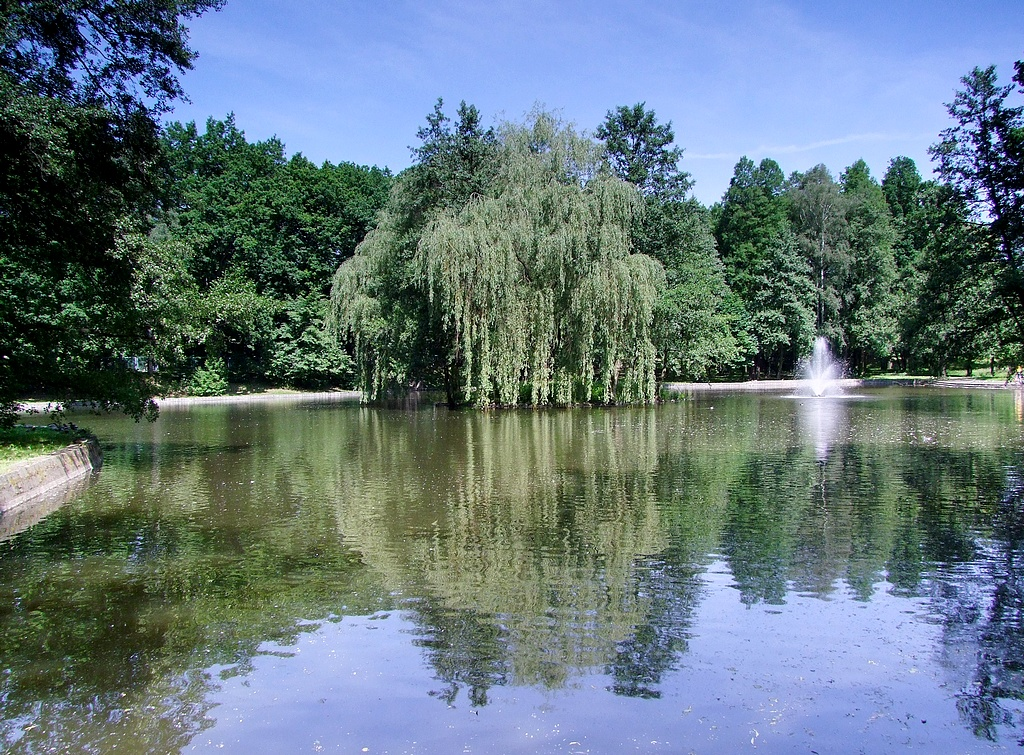
Парк Анджея Блаханеца
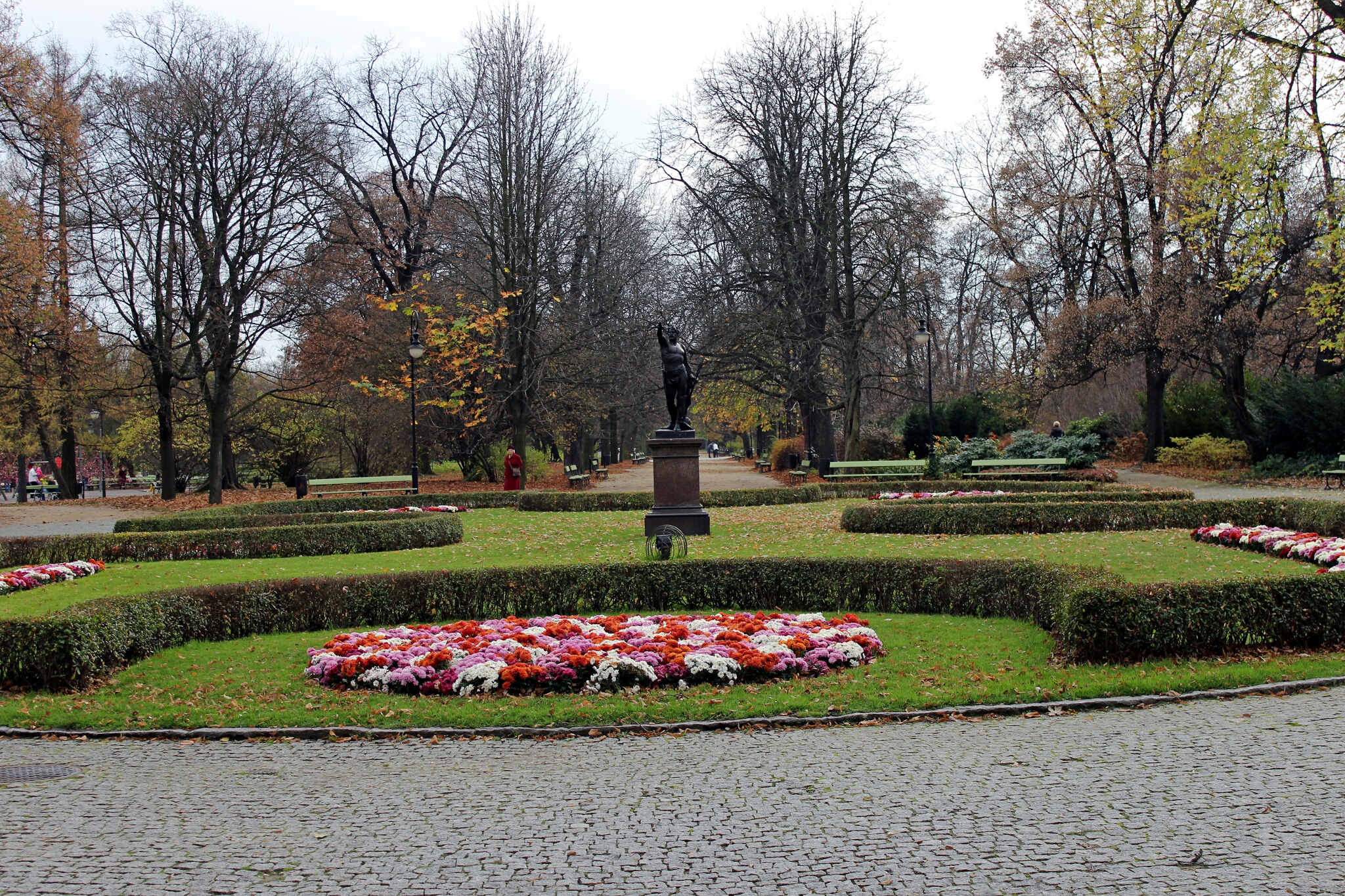
Уяздовский парк
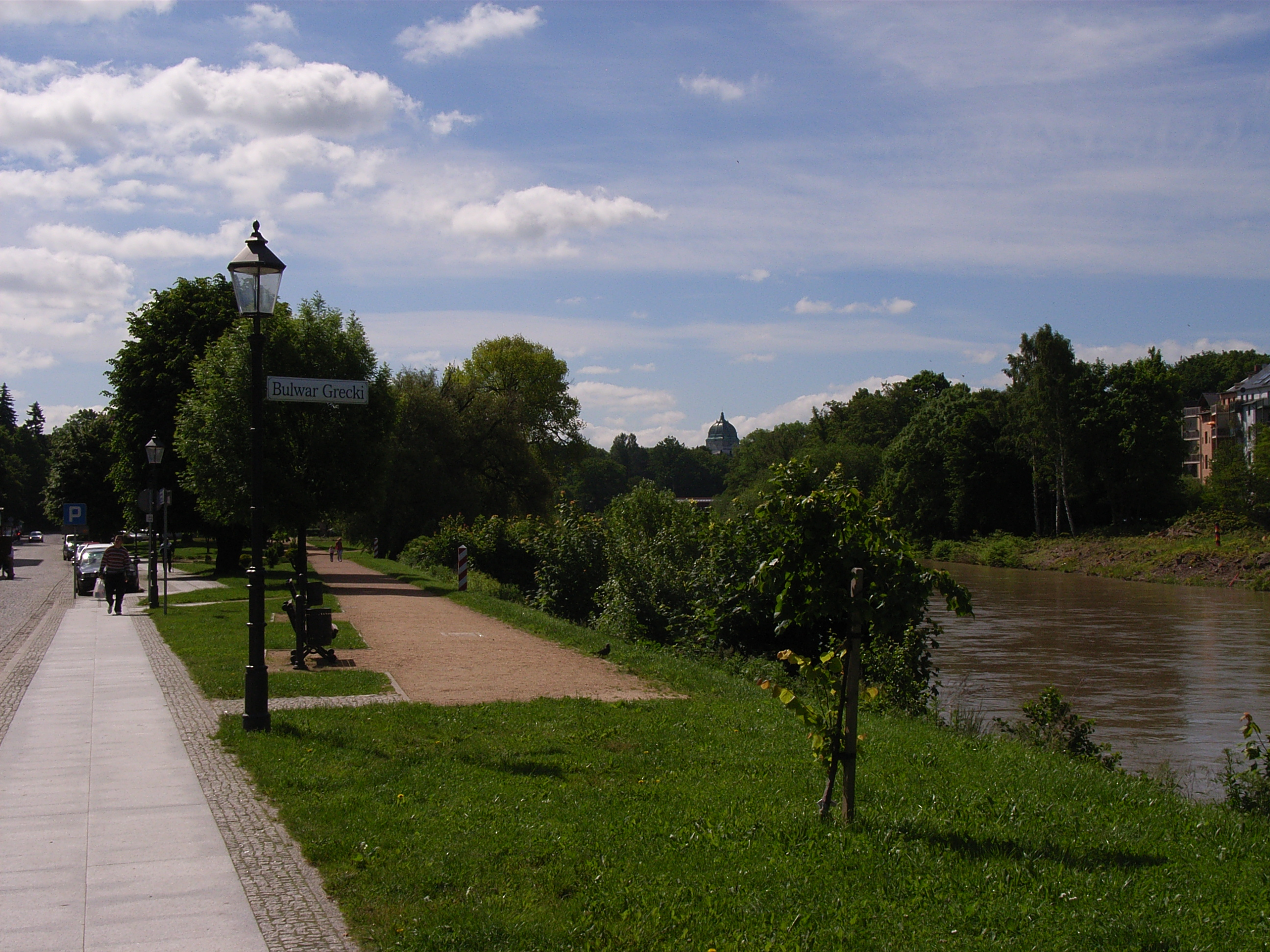
Греческий бульвар (Bulwar Grecki)
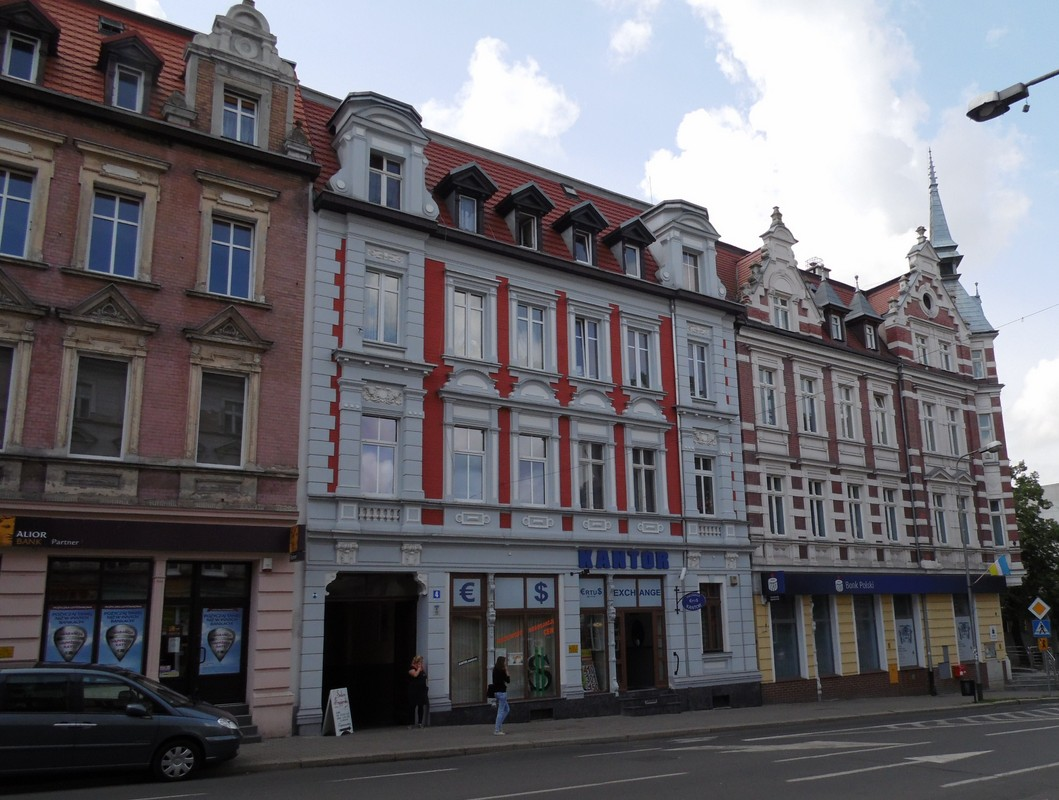
Ратуши на улице Пилсудского
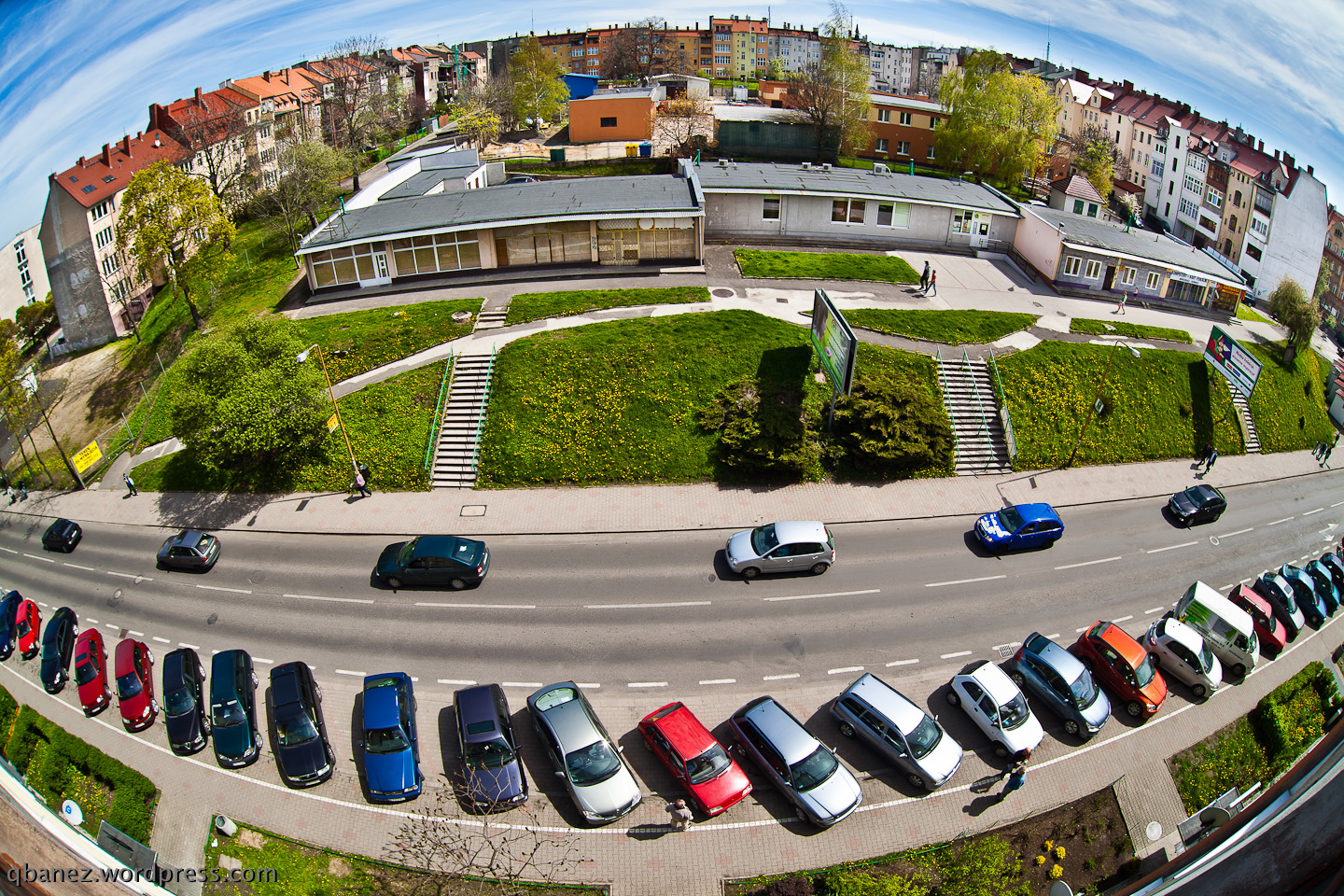
Улица Окржея (Ulica Okrzei)
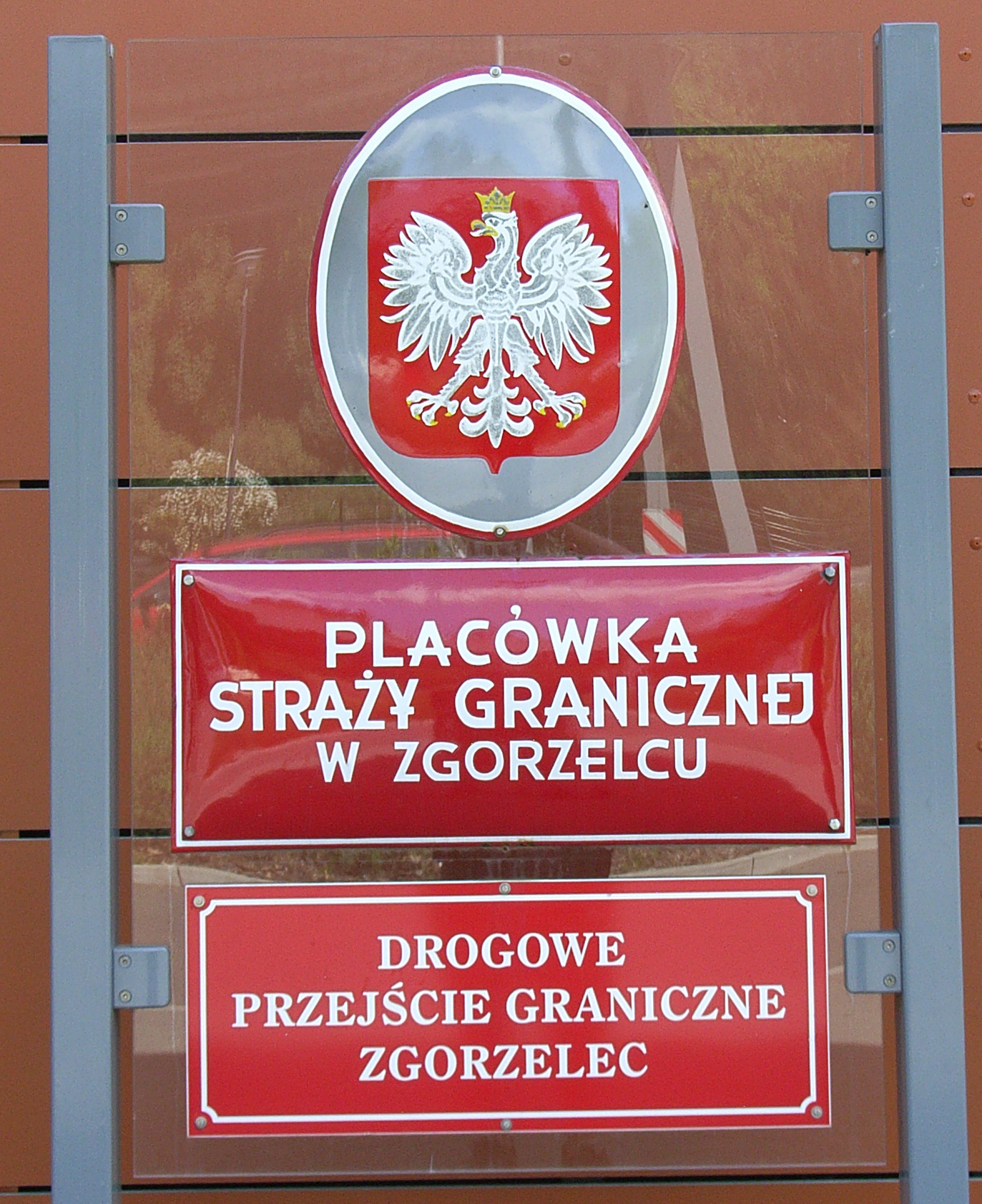
Пограничная вывеска